# العلاقات الهندية الهايتية
العلاقات الهندية الهايتية هي العلاقات الثنائية التي تجمع بين الهند وهايتي.

## مقارنة بين البلدين
هذه مقارنة عامة ومرجعية للدولتين:
| وجه المقارنة                                              | الهند                       | هايتي                                |
| --------------------------------------------------------- | --------------------------- | ------------------------------------ |
| المساحة (كم2)                                             | 3.29 مليون                  | 27.75 ألف                            |
| عدد السكان (نسمة)                                         | 1.35 مليار                  | 10.98 مليون                          |
| الكثافة السكانية (ن./كم²)                                 | 410.33                      | 395.68                               |
| العاصمة                                                   | نيودلهي                     | بورت أو برانس                        |
| اللغة الرسمية                                             | اللغة الهندية، لغة إنجليزية | لغة فرنسية، اللغة الكريولية الهايتية |
| العملة                                                    | روبية هندية                 | جوردة هايتية                         |
| الناتج المحلي الإجمالي (بليون دولار)                      | 2.60 تريليون                | 8.41 مليار                           |
| الناتج المحلي الإجمالي (تعادل القوة الشرائية) بليون دولار | 8.00 تريليون                | 18.82 مليار                          |
| الناتج المحلي الإجمالي الاسمي للفرد دولار أمريكي          | 1.60 ألف                    | 818                                  |
| الناتج المحلي الإجمالي للفرد دولار أمريكي                 | 5.70 ألف                    | 1.73 ألف                             |
| مؤشر التنمية البشرية                                      | 0.609                       | 0.483                                |
| رمز المكالمات الدولي                                      | +91                         | +509                                 |
| رمز الإنترنت                                              | .in، .भारत ‏، .بھارت ‏،        | .ht                                  |
| المنطقة الزمنية                                           | ت ع م+05:30، توقيت الهند    | 00                                   |

## منظمات دولية مشتركة
يشترك البلدان في عضوية مجموعة من المنظمات الدولية، منها:
| علم المنظمة | اسم المنظمة                        | تاريخ انضمام الهند | تاريخ انضمام هايتي |
| ----------- | ---------------------------------- | ------------------ | ------------------ |
|             | يونسكو                             | 4 نوفمبر 1946      | 18 نوفمبر 1946     |
|             | مؤسسة التمويل الدولية              | 20 يوليو 1956      | 20 يوليو 1956      |
|             | منظمة حظر الأسلحة الكيميائية       | ?                  | ?                  |
|             | مؤسسة التنمية الدولية              | 24 سبتمبر 1960     | 13 يونيو 1961      |
|             | منظمة التجارة العالمية             | 1995               | ?                  |
|             | وكالة ضمان الاستثمار متعدد الأطراف | 6 يناير 1994       | 11 ديسمبر 1996     |
|             | الاتحاد البريدي العالمي            | ?                  | ?                  |
|             | الاتحاد الدولي للاتصالات           | 1869               | 10 أكتوبر 1927     |
|             | منظمة الشرطة الجنائية الدولية      | ?                  | ?                  |
|             | الأمم المتحدة                      | 30 أكتوبر 1945     | 24 أكتوبر 1945     |
|             | البنك الدولي للإنشاء والتعمير      | 27 ديسمبر 1945     | 8 سبتمبر 1953      |

## وصلات خارجية
- موقع وزارة الخارجية الهندية
- موقع وزارة الخارجية الهايتية